# Księstwo halicko-wołyńskie

Księstwa Rusi Kijowskiej po śmierci Jarosława Mądrego w 1054 roku

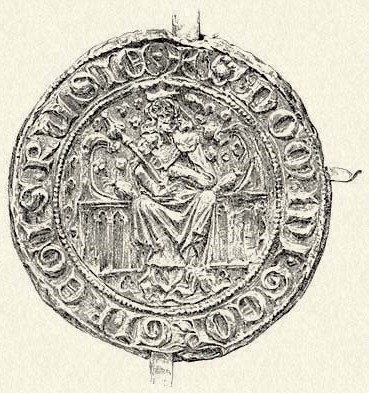
Pieczęć Bolesława Jerzego II, ostatniego suwerennego księcia halicko-włodzimierskiego

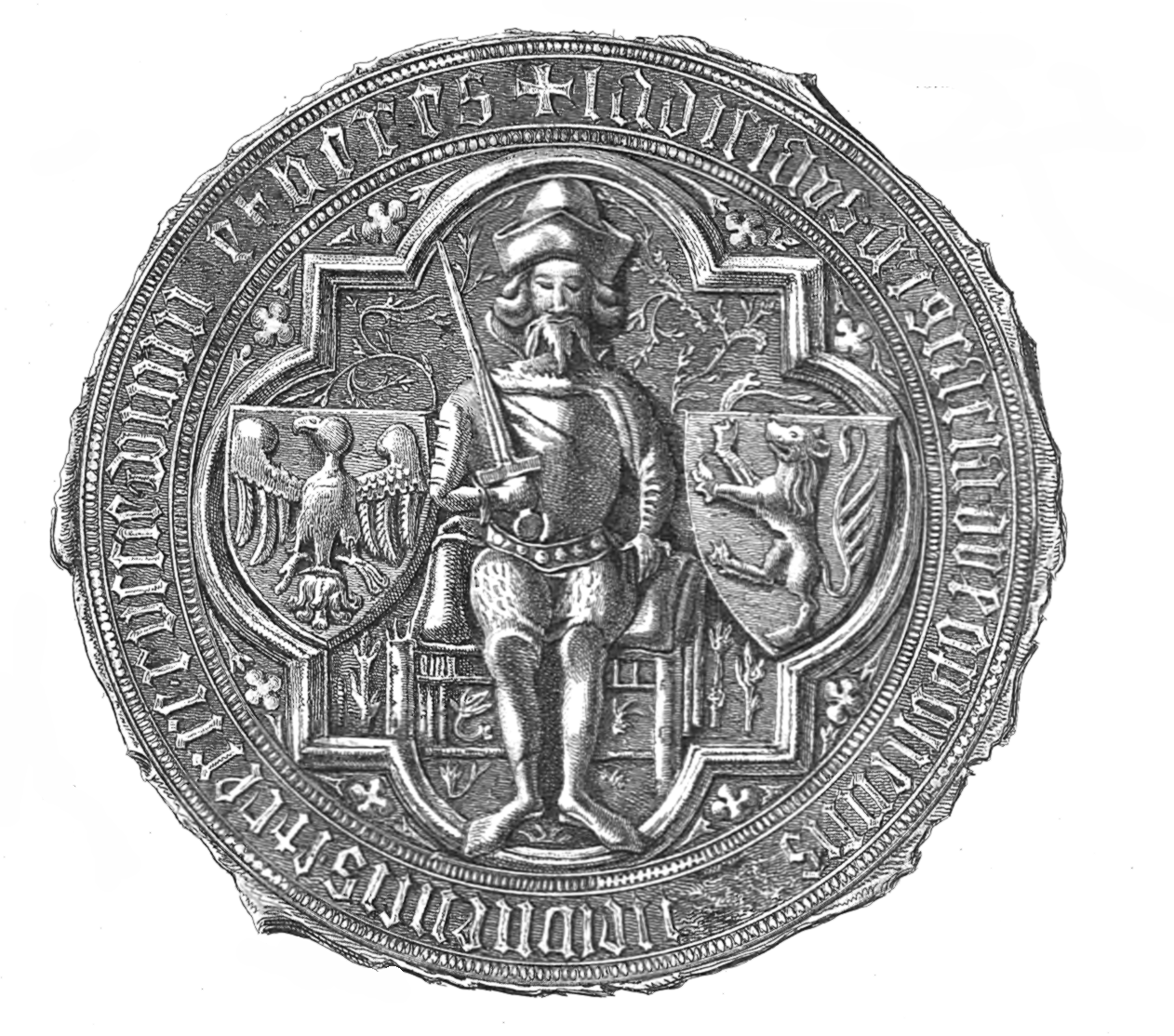
Pieczęć Władysława Opolczyka z 1379 z herbami Śląska i Rusi

Księstwo Halicko-Wołyńskie lub Księstwo Halicko-Włodzimierskie (st.rus. Галицко-Волинскоє князство, łac. Regnum Galiciae et Lodomeriae), znane również jako Ruś Halicko-Wołyńska lub Ruś Halicko-Włodzimierska, a także jako Królestwo Rusi (od 1253 roku, łac. Regnum Russiæ, Regnum Rusie) – jednostka polityczna (dzielnica) powstała w wyniku rozpadu Rusi Kijowskiej z głównymi ośrodkami w Haliczu i Włodzimierzu. Inne ważniejsze grody i zarazem ośrodki administracyjne księstwa: Bełz, Brześć, Chełm, Czerwień, Drohobuż, Dźwinogród, Lwów, Łuck, Peresopnica, Przemyśl, Szumsk i Trembowla.

## Historia

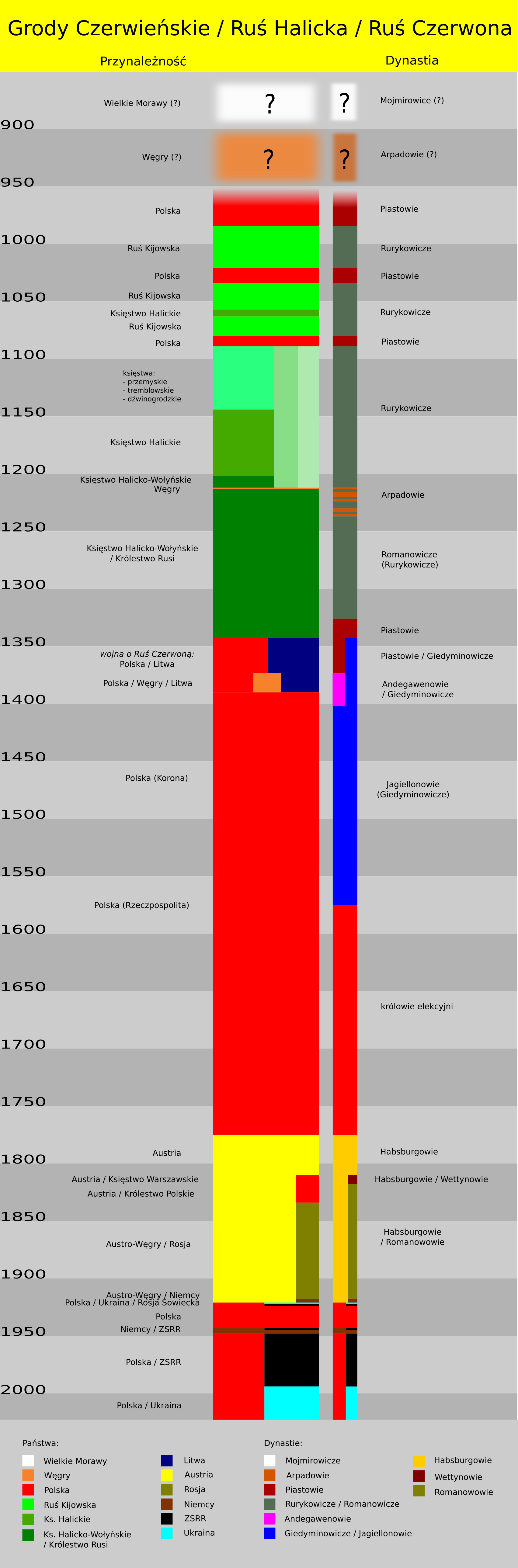
Historia przynależności Grodów Czerwieńskich i Rusi Czerwonej

Pierwsza pisemna wzmianka wspominająca największy gród halicki w Haliczu pochodzi z roku 898 i jest autorstwa nieznanego z imienia kronikarza, z zapisu wynika, że w Haliczu przebywali wówczas Węgrzy. Następnie w najstarszej kronice kronikarza ruskiego Nestora z roku 981 znajduje się pierwsza wzmianka o terenach, na których położony był obszar późniejszego księstwa halickiego: poszedł Włodzimierz na Lachów i zajął im grody ich Przemyśl, Czerwień i inne grody mnogie, które i do dziś są pod Rusią. W 1018 roku Bolesław Chrobry przyłączył do monarchii wczesnopiastowskiej tereny zajęte przez Włodzimierza. W okresie kryzysu monarchii wczesnopiastowskiej za panowania Mieszka II, w 1030 Jarosław zdobył Bełz. Rok później pozostałe Grody Czerwieńskie zajęła Ruś Kijowska.

### Powstanie księstwa w okresie rozbicia dzielnicowego
Po śmierci Jarosława I Mądrego w 1054 Ruś rozpadła się na szereg księstw dzielnicowych. Było to wynikiem podziału państwa Rurykowiczów między pięciu synów Jarosława. Każdorazowy podział władzy po kolejnych książętach kijowskich, następujący zgodnie z zasadą senioratu, prowadził do dalszego rozdrobnienia i osłabiał państwo. Upadku nie powstrzymały ani ugoda książąt w Lubeczu (1097), ani silna władza książąt Włodzimierza II Monomacha (1113–1125) czy Mścisława I Wielkiego (1125–1132). Ród Rurykowiczów pogrążył się w konfliktach wewnętrznych, zręcznie wykorzystywanych przez Bizancjum. Po powstaniu Cesarstwa Łacińskiego (1204) Ruś straciła swe kontakty handlowe w basenie Morza Czarnego na rzecz Wenecji i Królestwa Węgier. Od roku 1240 do 1340 księstwo było w zależności lennej (z czasowymi przerwami) od chanów tatarskich uzurpujących sobie prawo osadzania książąt w Haliczu.

### Daniel Halicki, od 1253 król Rusi i jego następcy
W 1238 na czele Rusi Halicko-Wołyńskiej stanął książę Daniel I Halicki (ukr. Danyło I Hałyćkyj) (1201–1264). W jego czasach Księstwo halicko-wołyńskie straciło suwerenność na rzecz Mongołów (Podbój Rusi przez Mongołów). Udało mu się na chwilę uniezależnić od Tatarów, obronić przed wrogami zewnętrznymi, wzmocnić swą władzę i zabezpieczyć granice państwa, ale wkrótce w 1245 roku popadł ponownie w zależność od Mongołów, których władzę musiało uznać księstwo halickie. Daniel założył osady grodowe Chełm (1237) i Lwów (1256) i przeniósł stolicę z Halicza do Chełma. W grudniu 1253 Daniel I został w Drohiczynie koronowany przez legata papieża Innocentego IV, opata Opizo z Messano na króla Rusi. Daniel Halicki związał się małżeństwami dynastycznymi z Piastami mazowieckimi. Tytułem króla Rusi tytułował się po raz ostatni wnuk Daniela, Jerzy Lwowicz (zm. 1308). Synowie Jerzego: Lew i Andrzej używali tytułu książęcego (odpowiednio - książę halicki i książę włodzimierski).
Po śmierci Daniela Halickiego jego syn Lew I Halicki w 1272 przeniósł stolicę z Chełma do Lwowa. Książę Lew utrzymywał sojusz z Węgrami i rozwijał kontakty handlowe z ziemiami nadbałtyckimi. W stosunku do Polski prowadził politykę nieprzyjazną. Przeciwdziałał zjednoczeniowym zamierzeniom Władysława Łokietka, próbował opanować ziemie lubelską (najprawdopodobniej celem wyprawy były zapędy łupieżce lub właśnie chęć podbicia ziemi lubelskiej) – został jednak rozgromiony przez nieliczne rycerstwo krakowskie i sandomierskie w bitwie pod Goźlicami. W odwecie za najazd Leszek II Czarny spustoszył ziemie ruskie od Brześcia po Lwów. W latach 1286–1287 Lew I toczył wojnę z Małopolanami o Przeworsk. Następcą Lwa został Jerzy I Halicki (1301–1308 lub 1315).
Przeniósł on stolicę z podupadłego Lwowa do Włodzimierza, nawiązał poprawne stosunki z Polską i Węgrami. Propagował na Rusi zachodnioeuropejski etos rycerski. Synowie Jerzego – Andrzej II władający na Wołyniu i Lew II władający księstwem halickim utracili na rzecz Litwy Drohiczyn, a w roku 1323 obaj polegli w czasie walki podczas najazdu tatarskiego.
Ostatnim władcą księstwa był wywodzący się po ojcu Trojdenie I z Piastów Mazowieckich, po matce Marii z dynastii Romanowiczów, książę Bolesław Jerzy II, wnuk Jerzego I Halickiego. Bolesław Jerzy Trojdenowicz panował w latach 1323–1340. Po jego śmierci we Włodzimierzu na skutek otrucia przez bojarów w roku 1340 państwo halicko-wołyńskie istniało jeszcze do 1349, stanowiąc przedmiot rywalizacji Królestwa Polskiego, Wielkiego Księstwa Litewskiego i Królestwa Węgier.

### Podporządkowanie księstwa Polsce i Litwie
W roku 1338 następca Lwa i Andrzeja, bezpotomny Bolesław Jerzy II, szukając pomocy przeciw bojarom, zawarł układ z Kazimierzem Wielkim i uznał go za dziedzica Rusi. W 1339, w układzie wyszehradzkim, Królestwo Polskie i Królestwo Węgier zawarły porozumienie w sprawie podziału ziem księstwa halicko-wołyńskiego w przyszłości. W 1340 Bolesław Jerzy zmarł otruty przez bojarów, a Kazimierz Wielki wyprawił się na Ruś Czerwoną, by objąć ją w posiadanie. Zajął na krótko Lwów, „z którego wkrótce się wycofał, zagarnąwszy spore łupy i uprowadziwszy część ludności” oraz spalił w nim gród. W 1344 opanował ziemię przemyską i sanocką, a w 1346 w tytulaturze królewskiej Kazimierza pojawił się człon: pan i dziedzic Rusi, wyprzedzający stan faktyczny. Namiestnikiem Rusi Czerwonej był w latach 1340–1349 miejscowy bojar Dymitr (Detko), uznający zwierzchnictwo Polski i Węgier. W 1349 roku, po ponownej wyprawie zbrojnej, Kazimierz Wielki przyłączył Ruś Czerwoną ze Lwowem i Haliczem do Korony. Wołyń z Łuckiem i Włodzimierzem zajął książę litewski Lubart, również spowinowacony ze zmarłym księciem halickim. O ziemie Księstwa Halicko-Wołyńskiego do końca XIV wieku trwały zatargi i wojny najpierw pomiędzy Koroną i sprzymierzonym z nią Królestwem Węgier a Wielkim Księstwem Litewskim (które po serii najazdów zajęło Wołyń i Podole kamienieckie, a ze względów dynastycznych pretendowało do całości terytorium księstwa), a następnie pomiędzy Koroną a Królestwem Węgier. Po śmierci Kazimierza Wielkiego Ludwik Węgierski wcielił Ruś Czerwoną do Królestwa Węgier. Trójstronny konflikt o przynależność państwową ziem Księstwa Halicko-Wołyńskiego (Rusi Halicko-Włodzimierskiej) zakończył się ostatecznie po zawarciu przez Jagiełłę małżeństwa z królową Polski Jadwigą Andegaweńską i samodzielnym objęciu tronu polskiego po jej śmierci. Jadwiga jako król Polski i spadkobierczyni Ludwika Andegaweńskiego w 1387 usunęła starostów węgierskich i ogłosiła akt przyłączenia Rusi Halicko-Włodzimierskiej do Korony. W wyniku ostatecznych rozgraniczeń dawne terytoria księstwa zostały podzielone pomiędzy Koronę i Wielkie Księstwo Litewskie (które zatrzymało Wołyń i Podole kamienieckie), zaś król Polski przyjął tytuł księcia Rusi, co podkreślało odrębny status wcielonych terytoriów. Terytorialne status quo utrzymało się do unii lubelskiej (1569).
Teren dawnego księstwa halicko-wołyńskiego znalazł się w późniejszym okresie w większości w:
- województwie ruskim
- województwie bełskim
- województwie wołyńskim

Od Rusi Halicko-Włodzimierskiej pochodzi nazwa Królestwa Galicji i Lodomerii, wprowadzona po I rozbiorze przez Austriaków jako określenie dla anektowanych terytoriów Rzeczypospolitej.

## Książęta haliccy
Książęta haliccy
- 1056–1060 – Rościsław Włodzimierzowic
- 1060–1084 – część dzielnicy kijowskiej
- 1084–1141 – okres rozbicia[8]
- 1141–1145 – Wołodymyrko
- 1145 – Iwan Berładnik
- 1145–1153 – Wołodymyrko
- 1153–1187 – Jarosław Ośmiomysł
- 1187 – Oleg Jarosławicz
- 1187–1188 – Włodzimierz II Jarosławicz
- 1188 – Oleg Jarosławicz
- 1188–1189 – Roman Halicki
- 1189–1199 – Włodzimierz II Jarosławicz

Książęta dźwinogrodzcy
- 1084–1124 – Wołodar Rościsławicz
- 1124–1129 – Władymirko
- 1129–1145 – Iwan Berładnik
- 1145–1206 – do Halicza
- 1206–1207 – Roman II Igorowicz
- 1208–1210 – Roman II Igorowicz
- 1210 – Daniel Romanowicz
- 1210–1211 – Roman II Igorowicz
- od 1211 – do Halicza

Książęta trembowelscy
- 1084–1124 – Wasylko Rościsławicz
- 1124–1141 – Iwan Wasylkowicz
- 1124–1126 – Grzegorz Wasylkowicz
- 1141–1153 – Władymirko
- 1153–1210 – do Halicza
- 1210 – Izjasław Włodzimierzowicz
- od 1210 – do Halicza

Książęta przemyscy
- ok. 1085–1092 – Ruryk Rościsławicz
- 1097–1124 – Wołodar Rościsławicz
- 1124–1129 – Rościsław Wołodarewicz
- 1129–1153 – Władymirko

## Książęta halicko-włodzimierscy
- 1199–1205 – Roman Halicki
- 1205–1206 – Daniel Halicki
- 1206–1208/1209 – Włodzimierz III Igorewicz
- 1208/1209 – Roman Igorowicz
- 1209 – Rościsław Rurykowicz
- 1209 – Roman Igorowicz
- 1209–1210 – wojewoda Benedykt[9]
- 1210–1211 – Włodzimierz III Igorewicz
- 1211–1213 – Daniel I Halicki
- 1213 – Mścisław Jarosławowicz Niemy
- 1213–1215 – Władysław Kormilczyc[10]
- 1214/1215–1217 – Koloman
- 1217–1219 – Mścisław II Udały
- 1219–1221 – Koloman
- 1221–1227 – Mścisław II Udały
- 1227–1230 – Andrzej Węgierski
- 1230–1231/1232 – Daniel I Halicki
- 1231/1232–1233/1234 – Andrzej Węgierski
- 1233/1234–1235 – Daniel I Halicki
- 1235–1238 – Michał Wsiewołodowicz
- 1238 – Rościsław Michajłowicz
- 1238–1264 – Daniel I Halicki (w l. 1240-45 nominalnie)
- 1264–1269 – Szwarno
- 1269–1300 – Lew I
- 1300–1308 – Jerzy Lwowic (Jerzy I)
- 1308–1323 – Lew II Jurijowicz
- 1308–1323 – Andrzej II Jurijowicz
- 1323–1340 – Bolesław Jerzy II
- 1340 – do Polski